# Quattrocento

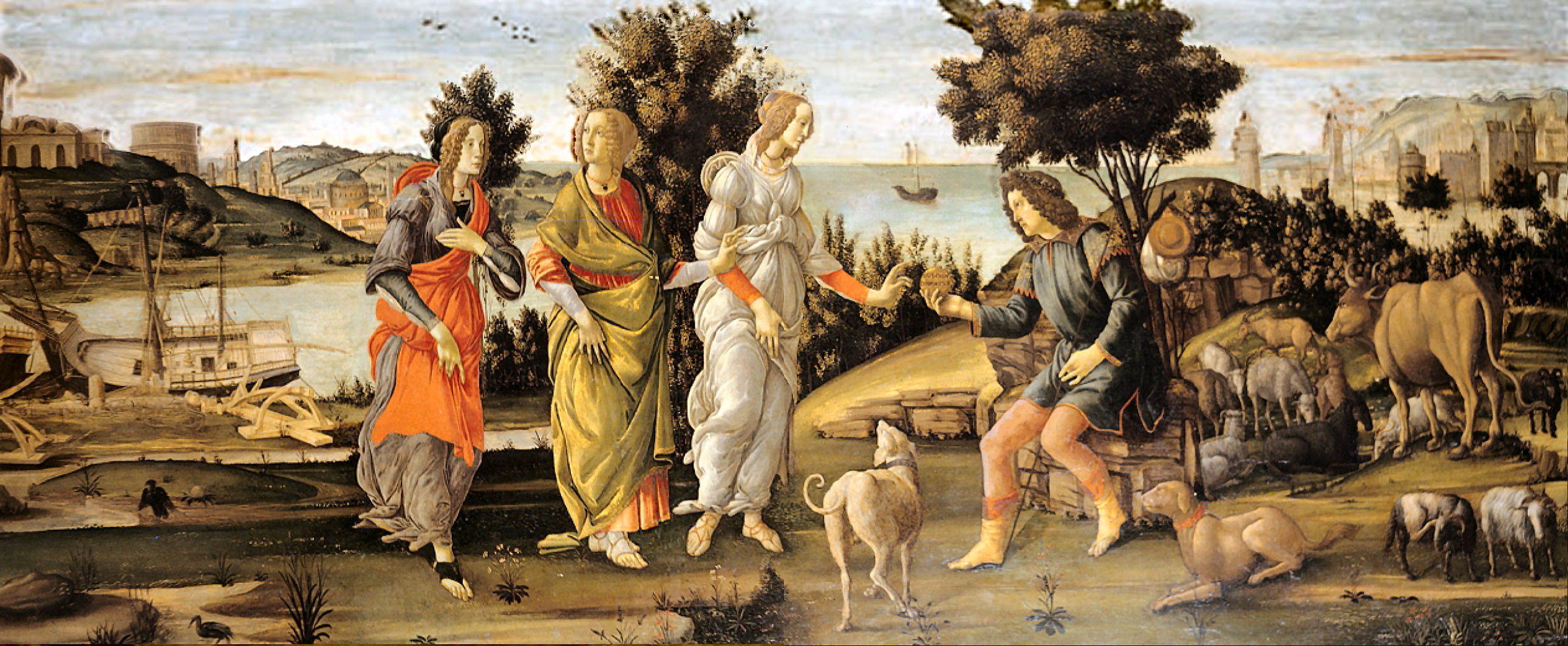
Sandro Botticelli: Parisz ítélete (1485–88)

Quattrocento (IPA: [kvatʁoˈt͡ʃɛnto], olasz szó, magyarul: négyszáz): az 1400-as évek neve olaszul. Az itáliai reneszánsz képzőművészet első szakaszának (1400–1500) megjelölésére használják. A Quattrocento jeles képviselőinek felsorolásánál nem egyszerű a helyzet, mert a stílusváltás nem egyik napról a másikra ment végbe, hanem egy folyamat volt, mint mindig, az alább felsorolt művészek közt ezért nem szerepel sem Leonardo da Vinci, sem Raffaello Sanzio, mert bár beleszülettek a quattrocentóba, de stílust váltottak és átmentek a cinquecentóba.
A quattrocento korszakot a három legjelentősebb 15. századi család, a Vivarinik, Crivellik és a Bellinik műhelyének tevékenységével is bátran lehet jellemezni.
Antonio Vivarini (1415 k.–1480 k.) bátyjával Bartolomeóval alapítja meg a muranói iskolát, mely a hagyományokkal való szoros összefonódásban már próbál kitörni a bizáncias formalizmusból. Antonio fia, Alvise Vivarini (1445–1503) nagyobb hangsúlyt fektet az érzelmek ábrázolására, ez pedig a Bellini-műhely hatásának volt köszönhető, így festészetében már hordozza a cinquecento csíráját.
Carlo Crivelli (1430–1500) és Vittore Crivelli (1440–1502) festészete még a gótikus hagyományokra épül, azonban Mantegna hatására képeikbe reneszánsz elemeket is komponálnak, mint például gyümölcsfüzérek, amelyek a hagyományos merevséget hivatottak oldani.
Jacopo Bellinit (1400 k.–1470 k.) tekinthetjük a középkorból a reneszánszba való átmenet igazi mesterének. Ő még a gótika művésze, de a hagyományos témákat olyan bensőséges, lírai hangvétellel töltötte meg, hogy az már az új kor szellemét vetíti előre.
A velencei akadémia igazi alapítójának Jacopo fiát Giovanni Bellinit (1430 k.–1516 k.) tekintjük. Művészetére idealizált szépségeszmény, lírai hangvétel és nem utolsósorban harmonikus színkezelés jellemző. Hatással volt nemcsak a fiatal művészekre és kortársakra, de még az idősebb mesterekre is. Képeit élettel teli alakokkal népesíti be, klasszikus felépítésű kompozíciót alkotva köréjük. Több új ábrázolásforma közül a félalakos megjelenítés is az ő nevéhez fűződik. Ilyen például: a Sacra Conversazione vagy Szűz Mária a gyermekkel, illetve a Halott Krisztus szintén félalakos megjelenítése. Botanikai hűséggel ábrázolja a növényzetet, ezzel fejezve ki a táj iránti hűségét és érdeklődését. A század utolsó felében Bellini az elsők között volt, akik a tempera technikát lecserélve az olajfestést kezdték alkalmazni, mely egyúttal a félalakos kompozíció és a táj iránti érdeklődéssel együtt északról származott.
Követői közé sorolhatjuk: Marco Basaitit (működött 1503–30 között), továbbá Vincenzo Venetót (1470 k.–1531).
A XV. századi itáliai reneszánsz az építészetben az épületek arányainak klasszikus megszerkesztésére törekedett. A szobrok ettől az időtől kezdve már nemcsak épületdíszekként jelentek meg, hanem önálló életet élő, minden oldalról körüljárható szobortípusok kialakulása felé mutattak. A festészetben előtérbe került a figurák természet utáni festése, a fény és árnyék, a perspektíva és a kompozíciók szerkesztési törvényeinek kutatása. Elindult diadalútjára a portréfestészet, a bibliaiaiak mellett gyakran mitológiai témákat is feldolgoztak.

## Lásd még

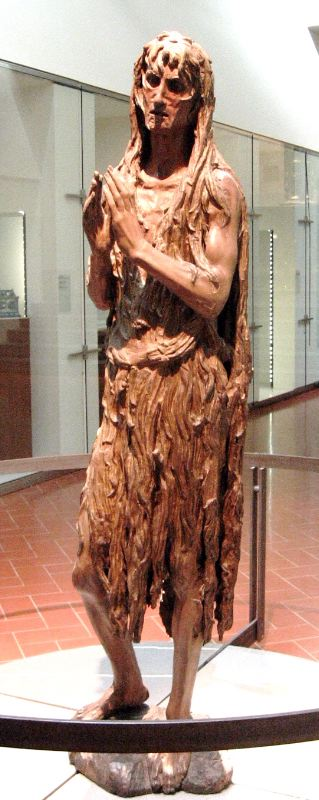
Donatello: Mária Magdolna szobra (1455)

- Reneszánsz
- Cinquecento

## Jeles képviselőiből
- Fra Angelico
- Domenico di Bartolo
- Gentile Bellini
- Giovanni Bellini
- Jacopo Bellini
- Pedro Berruguete
- Sandro Botticelli
- Filippo Brunelleschi
- Vittore Carpaccio
- Andrea del Castagno
- Giorgione da Castelfranco
- Francesco del Cossa
- Carlo Crivelli
- Vittorio Crivelli
- Donatello
- Gentile da Fabriano
- Melozzo da Forlì
- Piero della Francesca
- Justus van Gent
- Lorenzo Ghiberti
- Domenico Ghirlandaio
- Francesco di Giorgio
- Bertoldo di Giovanni
- Stefano di Giovanni
- Benozzo Gozzoli
- Fra Filippo Lippi
- Andrea Mantegna
- Antonello da Messina
- Masaccio
- Giovanni di Paolo
- Masolino da Panicale
- Pietro Perugino
- Antonio del Pollaiolo
- Jacopo della Quercia
- Andrea della Robbia
- Luca della Robbia
- Ercole de' Roberti
- Antoniazzo Romano
- Antonio Rossellino
- Bernardo Rossellino
- Desiderio da Settignano
- Francesco Squarcione
- Cosimo Tura
- Paolo Uccello
- Vecchietta
- Domenico Veneziano
- Andrea del Verrocchio